# Windows Server 2019

Windows Server 2019 — це серверна операційна система від компанії Microsoft, яка є частиною сімейства Windows NT. Була анонсована 20 березня 2018 року. Від початку компанія хотіла випустити Windows Server 2016 R2

## Системні вимоги
|                                 | Мінімальні                  | Рекомендовані               |
| ------------------------------- | --------------------------- | --------------------------- |
| Процесор                        | 1,4 ГГц                     | вище 1,4 ГГц                |
| Оперативна пам'ять              | 512 МБ                      | 2 ГБ                        |
| Відеоадаптер и монітор          | XGA (1024 x 768) або більше | XGA (1024 x 768) або більше |
| Вільне місце на жорсткому диску | 32 ГБ                       | 32 ГБ                       |
| Оптичні накопичувачі            | DVD-ROM                     | DVD-ROM                     |
| Інші пристрої                   | Звукова плата, Клавіатура   | Звукова плата, Клавіатура   |

## Версії
| Версія     | Дата випуску      | Зміни                                              |
| ---------- | ----------------- | -------------------------------------------------- |
| 10.0.17623 | 20 березня 2018   | Перший білд Windows Server 2019                    |
| 10.0.17627 | 25 березня 2018   |                                                    |
| 10.0.17666 | 15 травня 2018    |                                                    |
| 10.0.17692 | 19 червня 2018    |                                                    |
| 10.0.17709 | 10 липня 2018     |                                                    |
| 10.0.17713 | 16 липня 2018     |                                                    |
| 10.0.17723 | 31 липня 2018     |                                                    |
| 10.0.17733 | 14 серпня 2018    |                                                    |
| 10.0.17763 | 11 листопада 2018 | Остання на даний момент версія Windows Server 2019 |